# Glaciar de Khumbu
El Glaciar de Khumbu se encuentra en la región de Khumbu en el noreste del país asiático de Nepal, entre el Monte Everest y, la cresta de Lhotse-Nuptse. Con elevaciones de 4.900 m (16.100 pies) en su parte final, y 7.600 metros (24.900 pies) en su origen, es el glaciar más alto del mundo. El glaciar de Khumbu es seguido por la parte final del recorrido a uno de los Campos Base del Everest. El inicio del glaciar se encuentra en el Valle del silencio cerca del Everest. El glaciar tiene una cascada de hielo grande, la Cascada de Hielo de Khumbu, en el extremo oeste de la parte occidental del valle del silencio. Esta cascada de hielo es el obstáculo principal y el primero entre los más peligrosos de la ruta del Collado Sur a la cima del Everest.
El fin del glaciar está situado en las coordenadas 27 55'55"N 86°48'18"E.

Glaciar de Khumbu
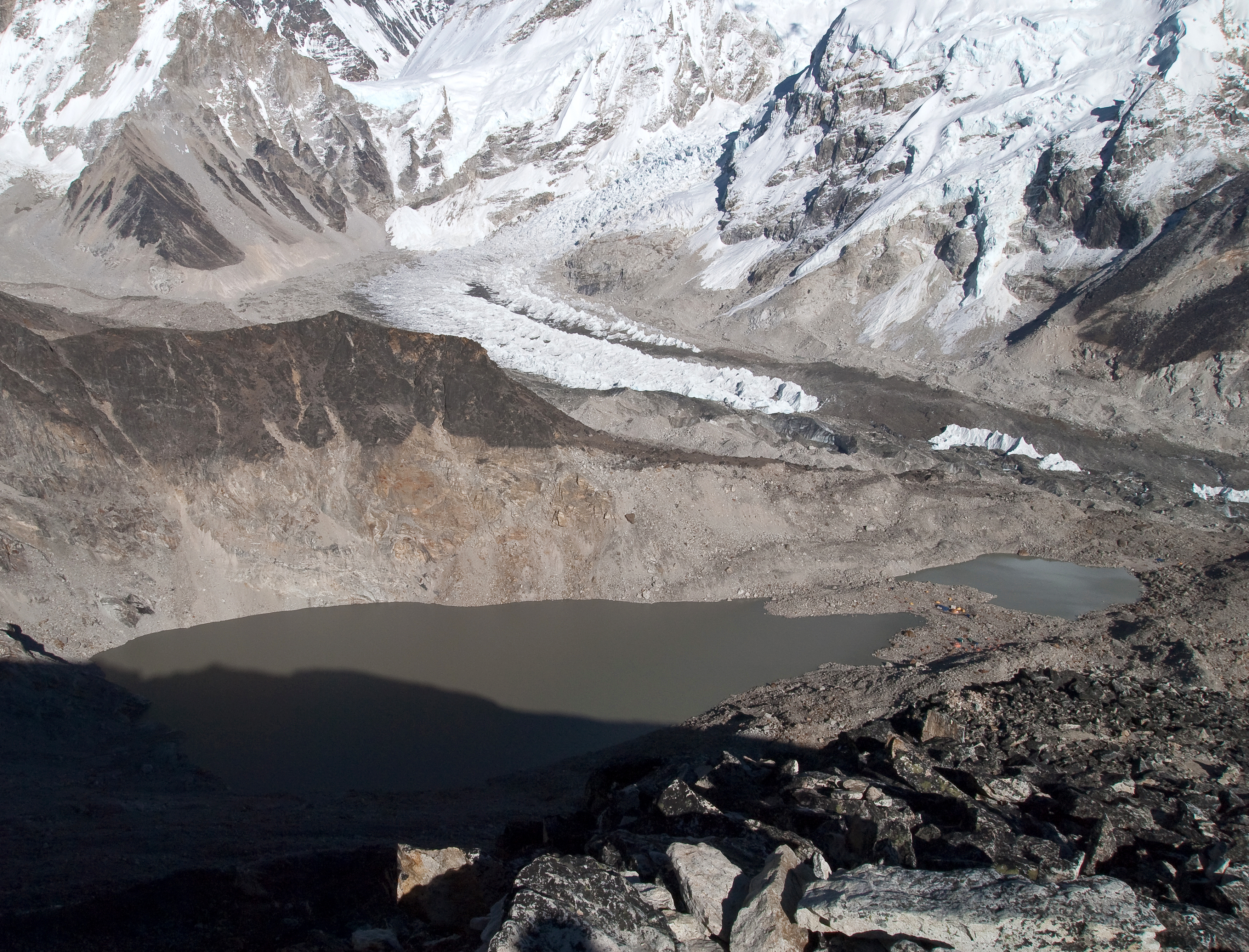
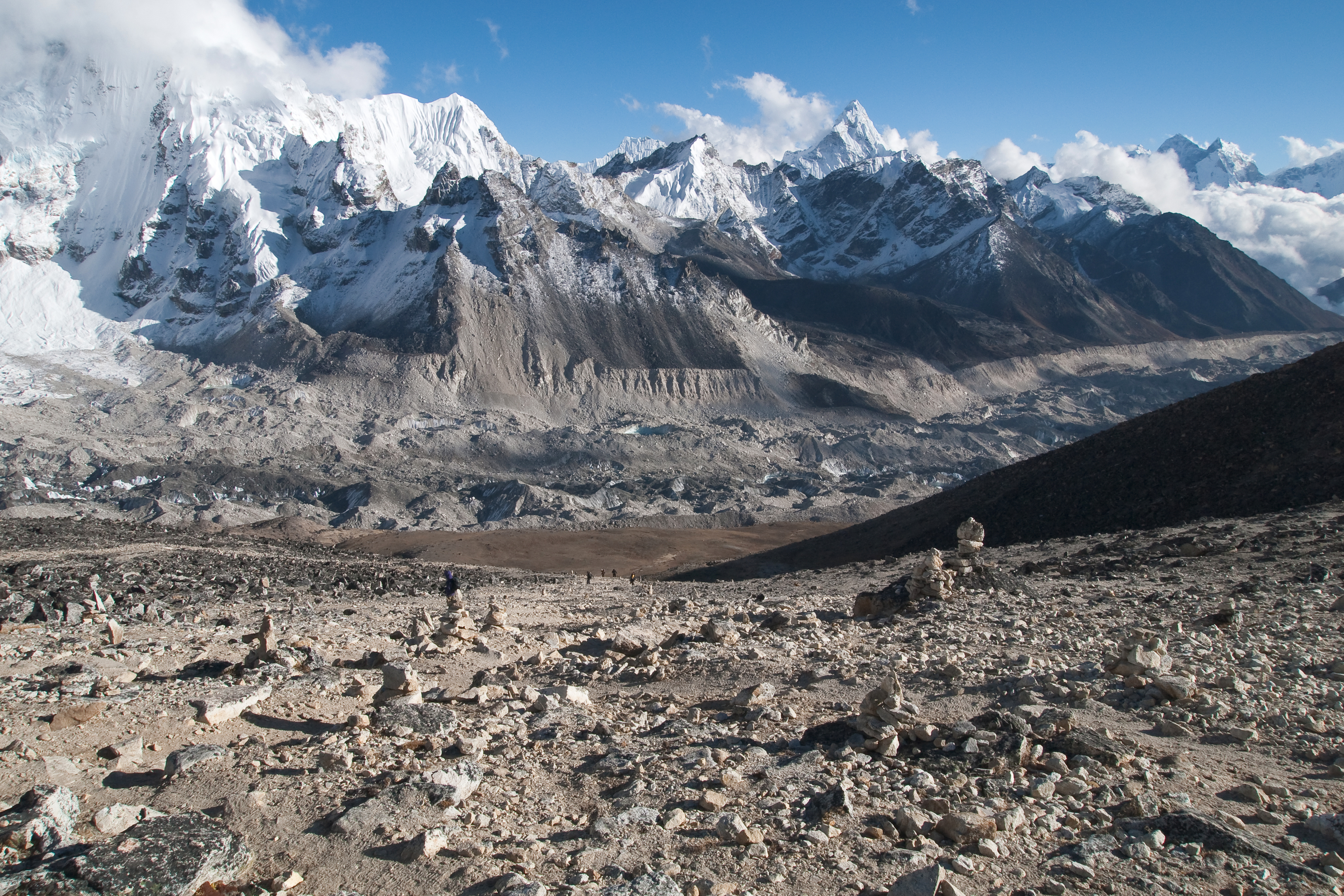
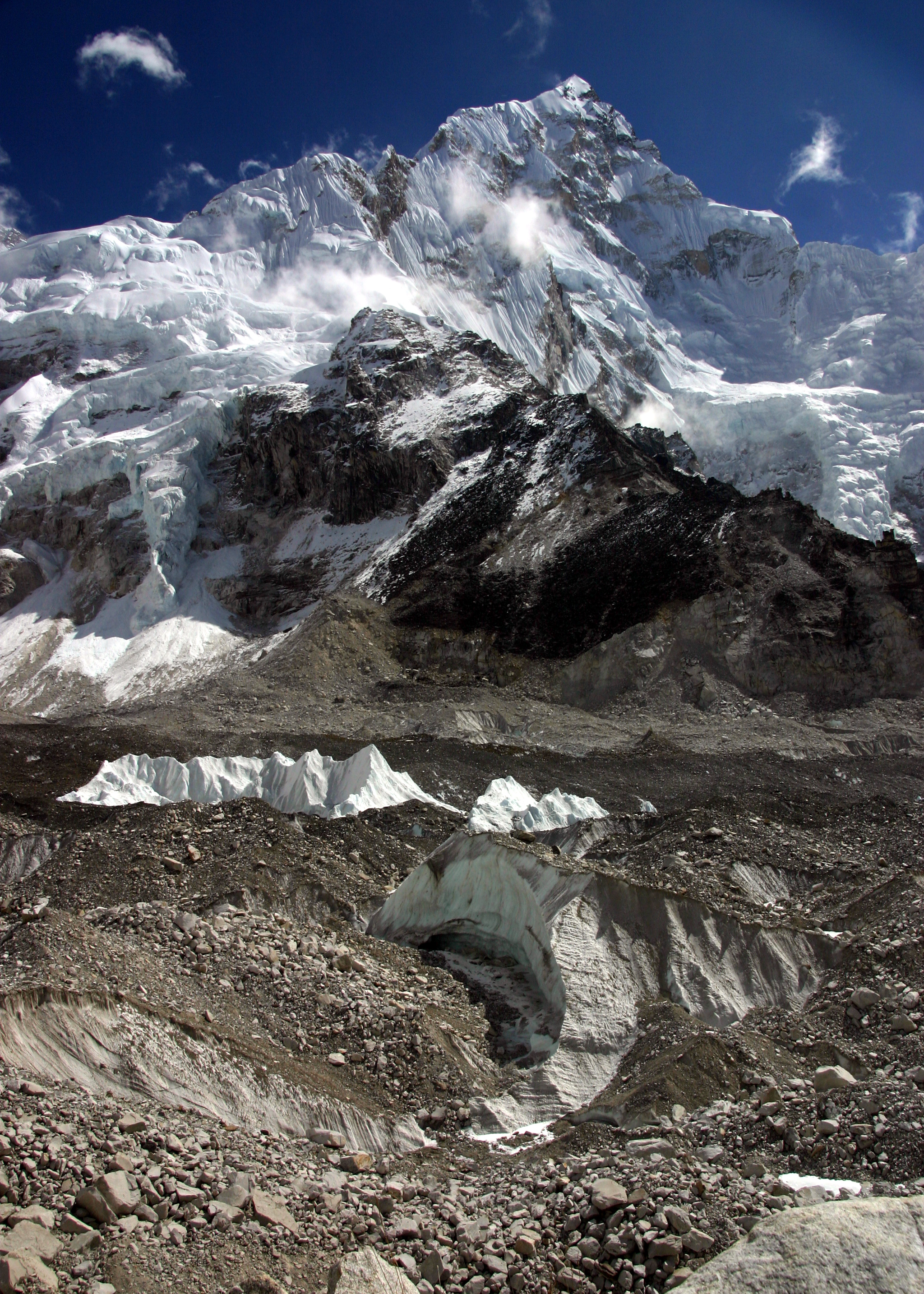
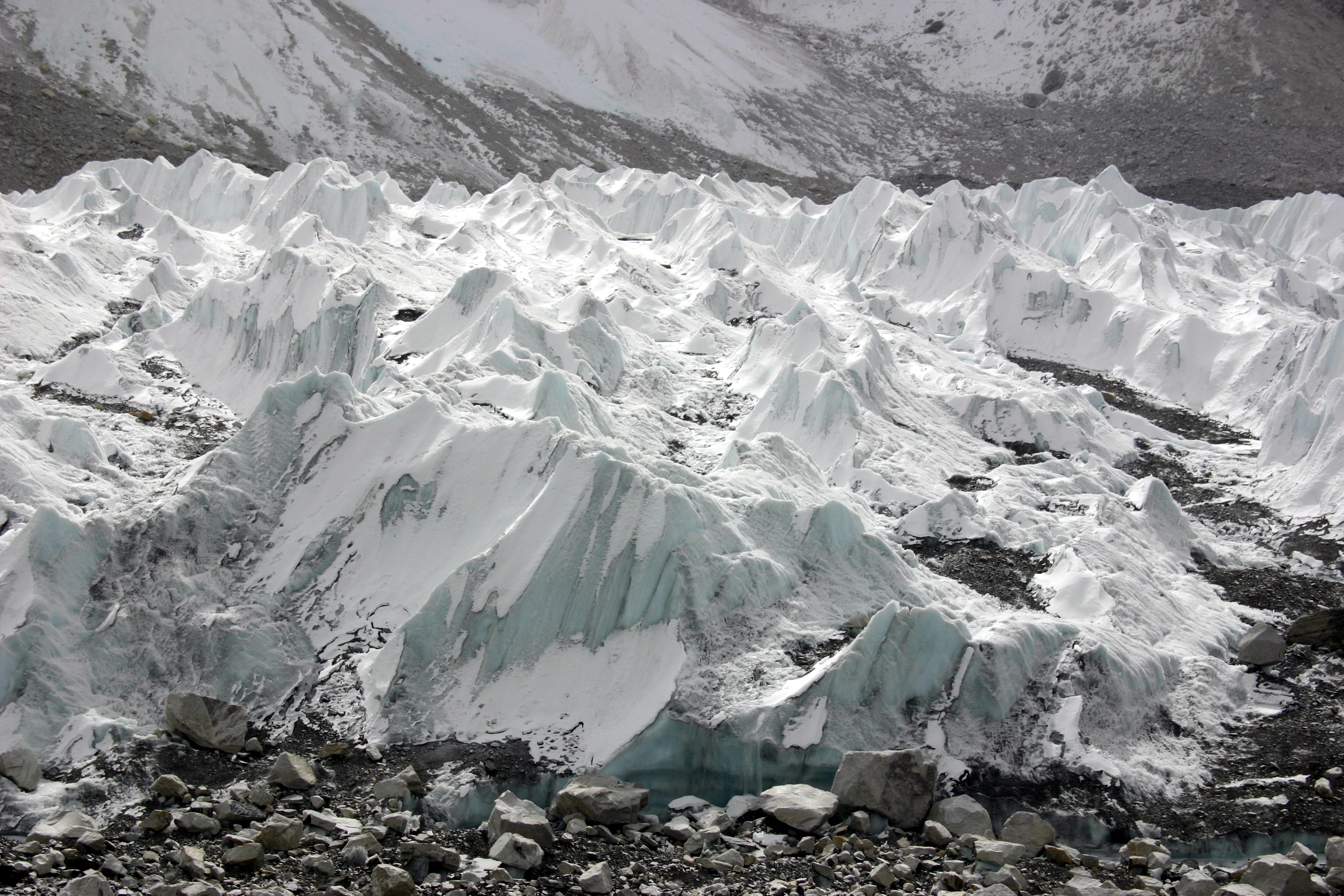
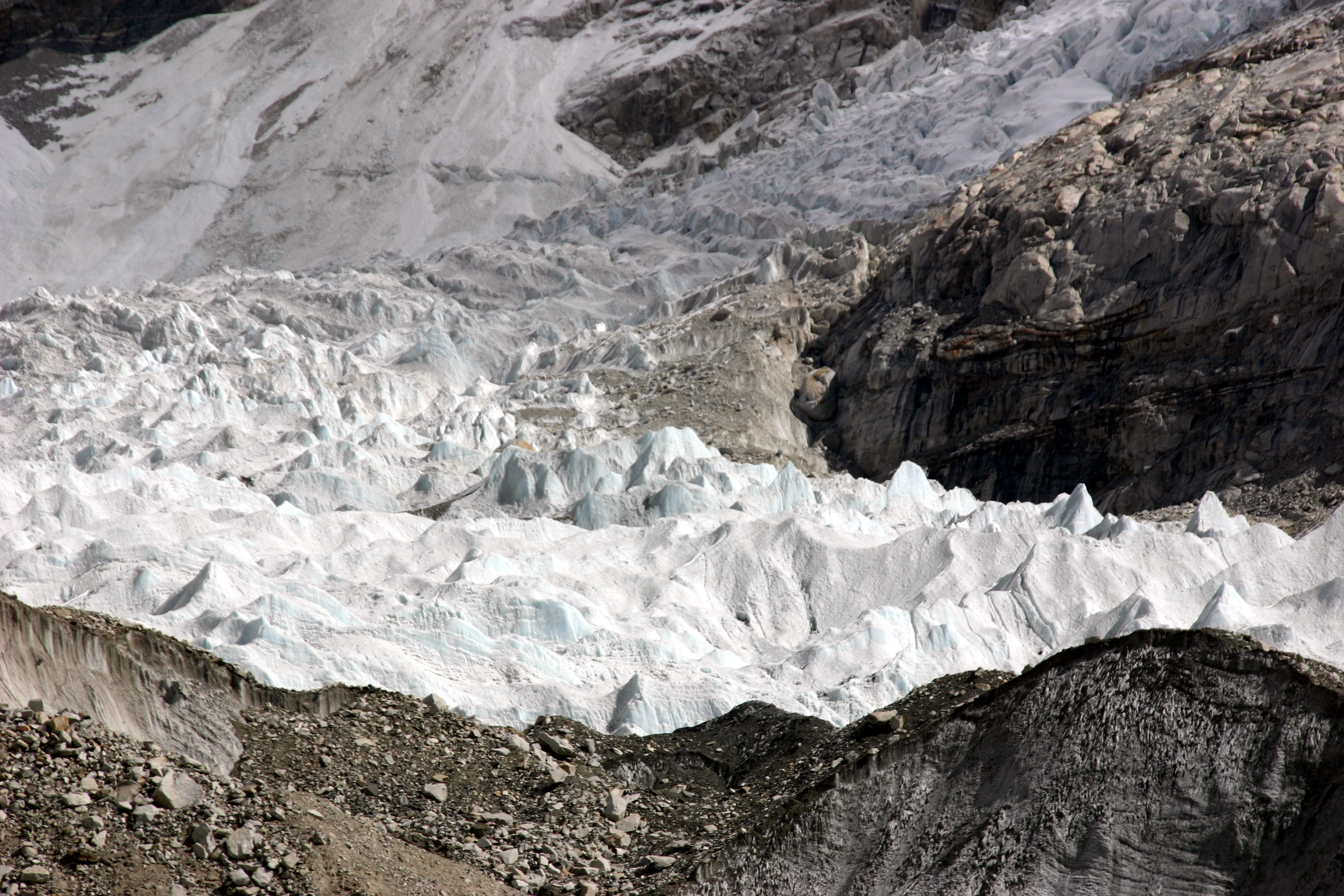